# Ty Conklin
Ty Curtis Conklin (* 30. března 1976, Anchorage, Aljaška) je bývalý profesionální hokejový brankář, který v NHL naposledy chytal za tým Detroit Red Wings. Kariéru ukončil v roce 2012, když mu po nepovedeném ročníku nebyla nabídnuta nová smlouva. V roce 2004 získal s týmem USA na MS v Praze bronzovou medaili.

## Ocenění a úspěchy
- 1999 HE – All-Rookie Tým
- 1999 HE – Druhý All-Star Tým
- 2000 HE – První All-Star Tým
- 2000 HE – Hráč roku
- 2000 NCAA – Východní druhý All-American Tým
- 2001 HE – První All-Star Tým
- 2001 NCAA – Východní první All-American Tým
- 2004 MS – Nejlepší brankář
- 2004 MS – Top tří nejlepších hráčů v týmu

## Prvenství
- Debut v NHL - 16. ledna 2001 (Edmonton Oilers proti Toronto Maple Leafs)
- První inkasovaný gól v NHL - 20. ledna 2001 (Edmonton Oilers proti Florida Panthers, slovenským obráncem Róbertem Švehlou)
- První čisté konto v NHL - 13. listopadu 2003 (Minnesota Wild proti Edmonton Oilers)

## Statistiky

### Základní části
| Sezona       | Tým                            | Liga         | Z   | V  | P  | R | Pvp | MIN    | OG  | ČK | POG  | %ChS |
| ------------ | ------------------------------ | ------------ | --- | -- | -- | - | --- | ------ | --- | -- | ---- | ---- |
| 1995–96      | Green Bay Gamblers             | USHL         | 30  | —  | —  | — | —   | 1,727  | 82  | 1  | 2.85 | —    |
| 1996–97      | Green Bay Gamblers             | USHL         | 30  | 19 | 7  | 1 | —   | 1,609  | 86  | 1  | 3.21 | .908 |
| 1998–99      | University of New Hampshire    | HE           | 22  | 18 | 3  | 1 | —   | 1,338  | 41  | 0  | 1.84 | .923 |
| 1999–00      | University of New Hampshire    | HE           | 37  | 22 | 8  | 6 | —   | 2,194  | 91  | 2  | 2.49 | .908 |
| 2000–01      | University of New Hampshire    | HE           | 34  | 17 | 12 | 5 | —   | 2,048  | 70  | 5  | 2.05 | .920 |
| 2001–02      | Edmonton Oilers                | NHL          | 4   | 2  | 0  | 0 | —   | 148    | 4   | 0  | 1.62 | .939 |
| 2001–02      | Hamilton Bulldogs              | AHL          | 37  | 13 | 12 | 8 | —   | 2,043  | 89  | 1  | 2.61 | .916 |
| 2002–03      | Hamilton Bulldogs              | AHL          | 38  | 19 | 13 | 3 | —   | 2,140  | 91  | 4  | 2.55 | .914 |
| 2003–04      | Edmonton Oilers                | NHL          | 38  | 17 | 14 | 4 | —   | 2,086  | 84  | 1  | 2.42 | .912 |
| 2004–05      | EHC Wolfsburg Grizzly Adams    | DEL          | 11  | —  | —  | — | —   | 623    | 31  | 0  | 2.99 | .920 |
| 2005–06      | Edmonton Oilers                | NHL          | 18  | 8  | 5  | — | 1   | 922    | 43  | 1  | 2.80 | .880 |
| 2005–06      | Hamilton Bulldogs              | AHL          | 3   | 1  | 2  | — | 0   | 152    | 8   | 0  | 3.17 | .907 |
| 2005–06      | Hartford Wolf Pack             | AHL          | 2   | 1  | 0  | — | 1   | 130    | 5   | 0  | 2.31 | .932 |
| 2006–07      | Syracuse Crunch                | AHL          | 19  | 3  | 12 | — | 3   | 1,085  | 60  | 0  | 3.32 | .902 |
| 2006–07      | Columbus Blue Jackets          | NHL          | 11  | 2  | 3  | — | 2   | 491    | 27  | 0  | 3.30 | .871 |
| 2006–07      | Buffalo Sabres                 | NHL          | 5   | 1  | 2  | — | 0   | 227    | 13  | 0  | 3.44 | .892 |
| 2007–08      | Wilkes-Barre/Scranton Penguins | AHL          | 18  | 11 | 7  | — | 0   | 1,058  | 39  | 2  | 2.21 | .919 |
| 2007–08      | Pittsburgh Penguins            | NHL          | 33  | 18 | 8  | — | 5   | 1,866  | 78  | 2  | 2.51 | .923 |
| 2008–09      | Detroit Red Wings              | NHL          | 40  | 25 | 11 | — | 2   | 2,246  | 94  | 6  | 2.51 | .909 |
| 2009–10      | St. Louis Blues                | NHL          | 26  | 10 | 10 | — | 2   | 1,451  | 60  | 4  | 2.48 | .921 |
| 2010–11      | St. Louis Blues                | NHL          | 25  | 8  | 8  | — | 4   | 1,285  | 69  | 2  | 3.22 | .881 |
| 2011–12      | Detroit Red Wings              | NHL          | 15  | 5  | 6  | — | 1   | 805    | 44  | 1  | 3.28 | .884 |
| 2011–12      | Grand Rapids Griffins          | AHL          | 12  | 8  | 4  | — | 0   | 725    | 29  | 0  | 2.40 | .915 |
| Celkem v NHL | Celkem v NHL                   | Celkem v NHL | 215 | 96 | 67 | 4 | 19  | 11,527 | 516 | 17 | 2.69 | .906 |

### Play-off
| Sezona       | Tým                         | Liga         | Z  | V | P | MIN   | OG | ČK | POG   | %ChS  |
| ------------ | --------------------------- | ------------ | -- | - | - | ----- | -- | -- | ----- | ----- |
| 1996–97      | Green Bay Gamblers          | USHL         | 17 | 8 | 9 | 980   | 56 | 1  | 3.43  | .913  |
| 2001–02      | Hamilton Bulldogs           | AHL          | 7  | 4 | 2 | 416   | 18 | 0  | 2.60  | .917  |
| 2002–03      | Hamilton Bulldogs           | AHL          | 17 | 9 | 6 | 1,024 | 38 | 1  | 2.23  | .933  |
| 2004–05      | EHC Wolfsburg Grizzly Adams | DEL          | 7  | — | — | 414   | 11 | 2  | 1.59  | .946  |
| 2005–06      | Edmonton Oilers             | NHL          | 1  | 0 | 1 | 6     | 1  | 0  | 10.00 | .667  |
| 2008–09      | Detroit Red Wings           | NHL          | 1  | 0 | 0 | 20    | 0  | 0  | 0.00  | 1.000 |
| Celkem v NHL | Celkem v NHL                | Celkem v NHL | 2  | 0 | 1 | 26    | 1  | 0  | 2.31  | .917  |

### Reprezentace
| Rok                       | Tým                       | Soutěž                    | Z  | V | P | R | MIN | OG | ČK | POG  | %ChS |
| ------------------------- | ------------------------- | ------------------------- | -- | - | - | - | --- | -- | -- | ---- | ---- |
| 2004                      | USA                       | MS                        | 5  | 4 | 0 | 1 | 280 | 10 | 1  | 2.14 | .934 |
| 2004                      | USA                       | SP                        | 0  | — | — | — | —   | —  | —  | —    | —    |
| 2005                      | USA                       | MS                        | 3  | 1 | 0 | 2 | 180 | 6  | 0  | 2.00 | .885 |
| 2011                      | USA                       | MS                        | 4  | 1 | 3 | – | 216 | 14 | 0  | 3.89 | .892 |
| Seniorská kariéra celkově | Seniorská kariéra celkově | Seniorská kariéra celkově | 12 | 6 | 3 | 3 | 676 | 30 | 1  | 2.66 | .912 |